# 616689 Yihangyiyang
616689 Yihangyiyang este o planetă minoră (asteroid) din centura de asteroizi. A fost descoperită pe 1 noiembrie 2016 la  de . 
Obiectul prezintă o orbită caracterizată de o semiaxă mare de 2,6260374509175 UAi, o excentricitate de 0,14524628169063, o înclinație de 11,193538677175 ° în raport cu ecliptica.